# Çiləgir (Qusar)
Çiləgir è un comune dell'Azerbaigian situato nel distretto di Qusar. Conta una popolazione di 928 abitanti.